# Sultan Qaitbays gravmoské
Sultan Qaitbays gravmoské (arabiska: مسجد وتربة  قايتباي, مسجد وتربة قائت باي, Masjid wa-turbah Qāytbāy) är ett monument i Egypten.   Det ligger i guvernementet Kairo, i den norra delen av landet, i huvudstaden Kairo.